# Faluche (coiffe)
Pour les articles homonymes, voir Faluche.
 (septembre 2022).

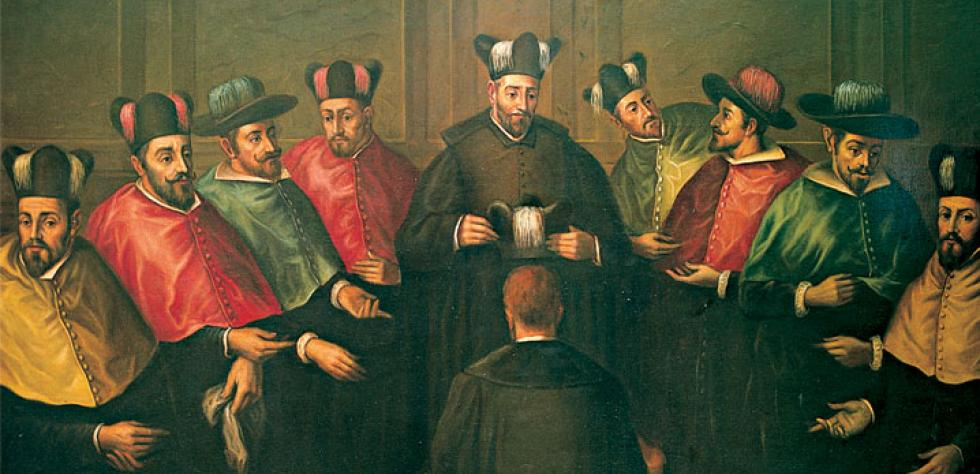
Cérémonie de remise de la toque doctorale, ancêtre de la faluche, ici à l'Université Complutense à Madrid.

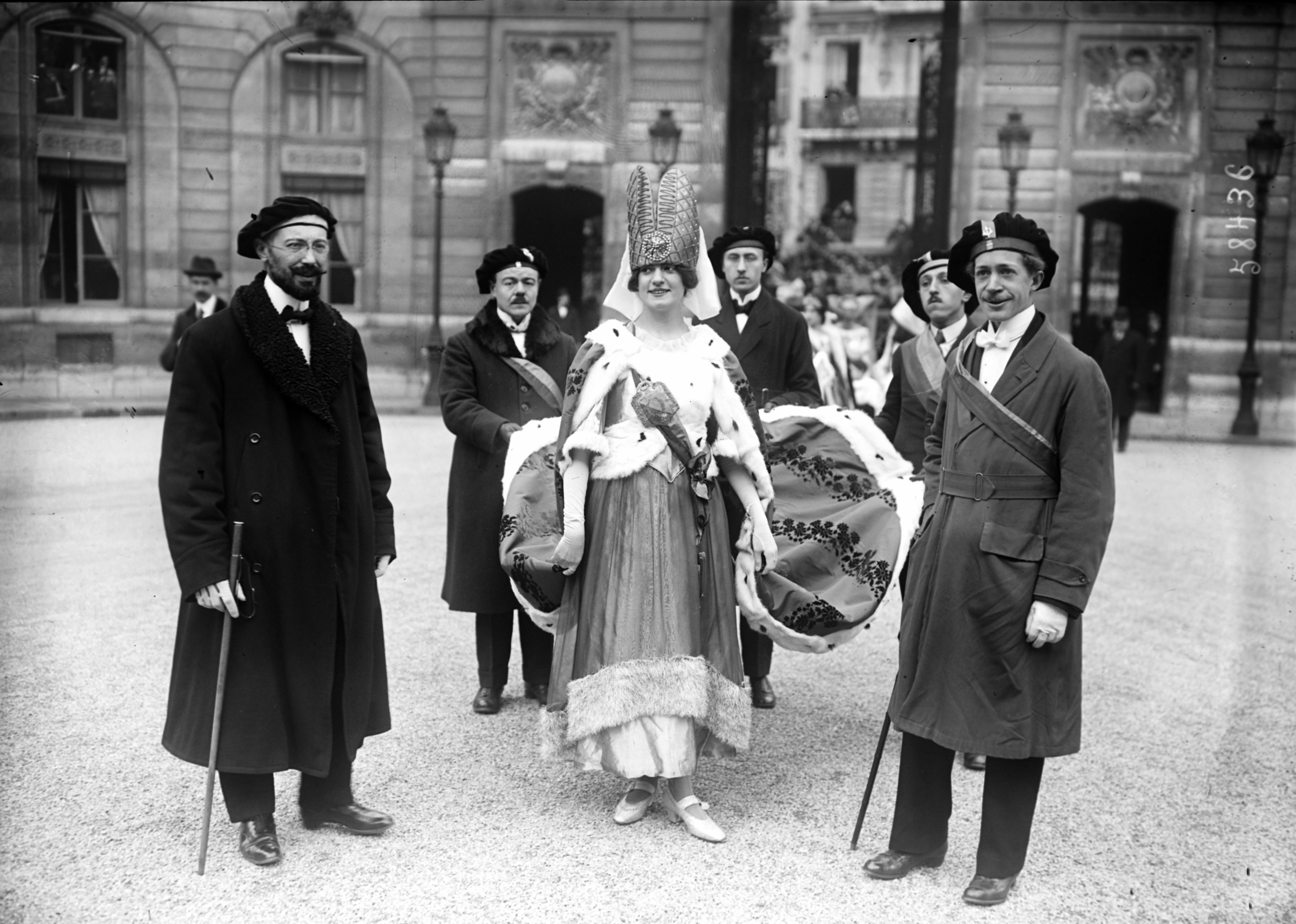
La Reine des étudiants de Paris reçue au palais de l’Élysée le jeudi de la Mi-Carême 11 mars 1920

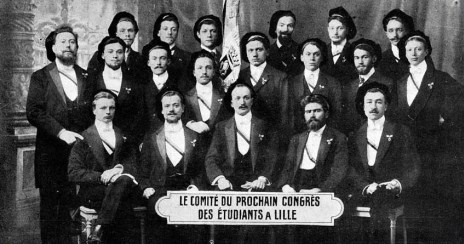
Le comité de préparation du congrès des étudiants, où sera fondé l'Union nationale des associations générales d'étudiants de France – UNAGEF, à Lille en 1907.

La faluche est la coiffe traditionnelle des étudiants de France. Introduite en France en 1888, elle remplace la toque doctorale datant du Moyen Âge. C'est un béret de velours noir orné de rubans de couleurs et d'insignes.
Elle porte son nom par analogie avec la faluche, pain typique du Nord de la France et de la région de Tournai (en Belgique Picarde), dont la forme est proche.
La faluche est portée par plusieurs traditions estudiantines voisines, notamment les bitards et les faluchards. Au fil du temps, la faluche a été associée presque exclusivement aux faluchards, alors que d'autres folklores la portent. Le port de la faluche est fortement tombé en désuétude depuis la fin des années 1960. Lors des mouvements étudiants de mai 1968, la faluche fut désignée, dans certaines facultés, comme symbole du militantisme réactionnaire et de la soumission au mandarinat.
La faluche a été aussi portée en Belgique.
Les faluchards ont leurs équivalents hors de France avec la Goliardia en Italie, les Tunas universitaires dans les pays hispanophones et au Portugal, la Penne ou la Calotte en Belgique et les Studentenverbindung dans les pays germanophones par exemple.

## Histoire

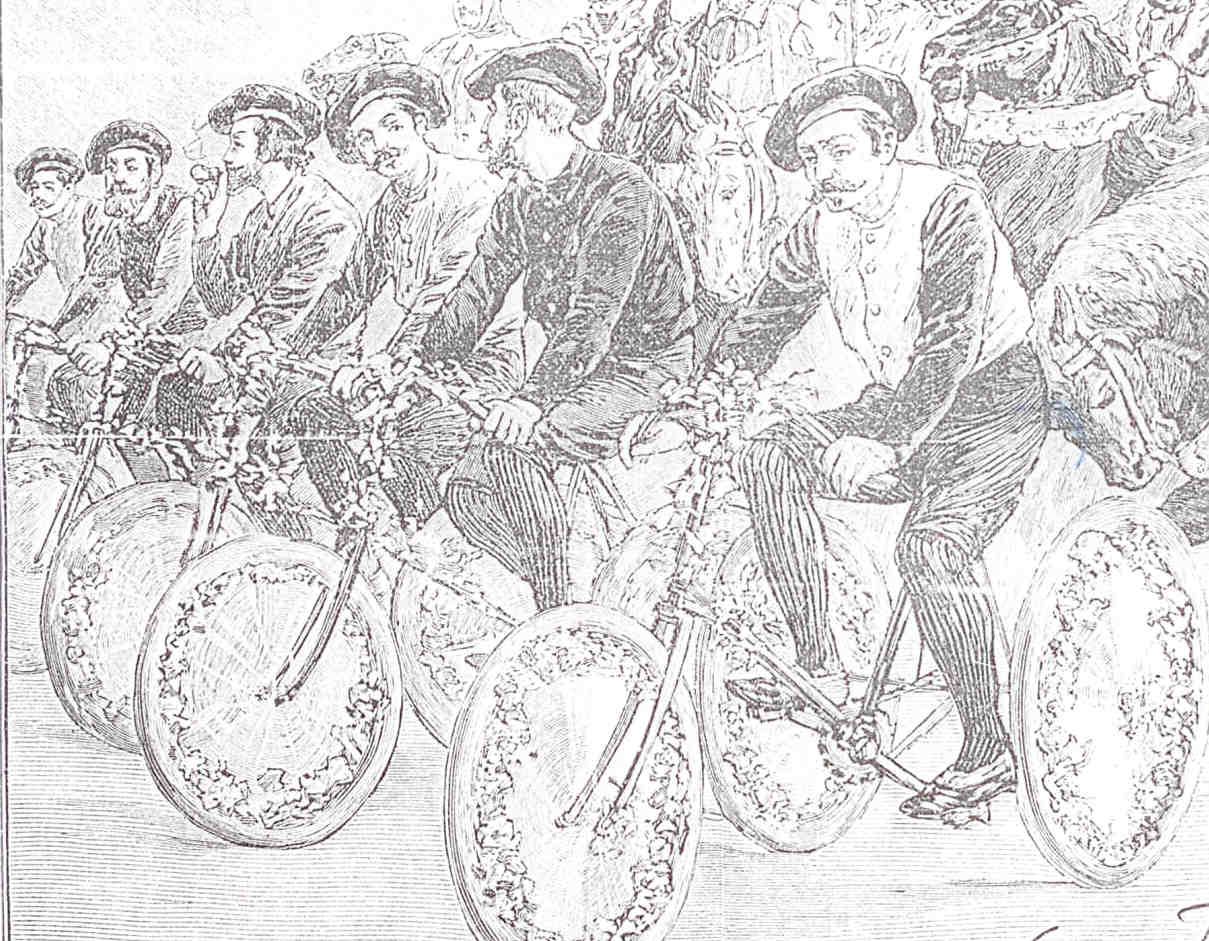
En tête du cortège des étudiants à la cavalcade de la Mi-Carême au Carnaval de Paris le 9 mars 1893 : les « Éclaireurs vélocipédistes des facultés », montés sur des vélos fleuris, la faluche sur la tête.

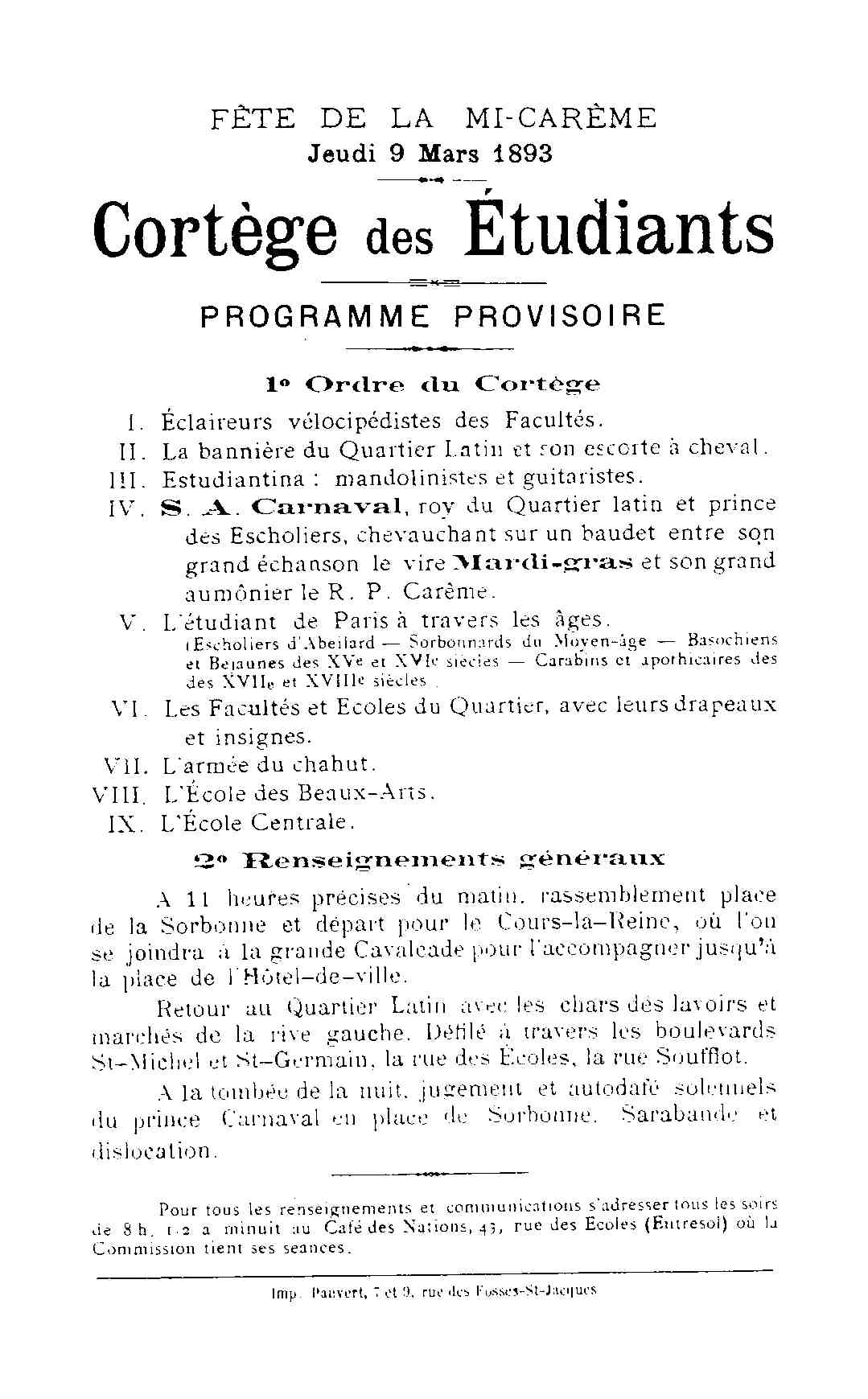
Programme du cortège des étudiants parisiens pour la Mi-Carême 1893.

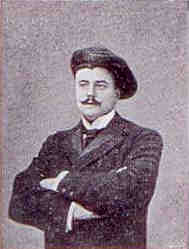
Adolphe Foucart, représentant la Belgique au premier Conseil fédéral de présidence de la Corda Fratres - Fédération internationale des étudiants en 1898, avec sa faluche.

### La faluche, objet d'étude historique
Les études historiques appréhendent la faluche comme un objet d'étude académique.
En 1988, Georges Dillemann publie, à la Revue d'histoire de la pharmacie, un article intitulé "Réapparition de la faluche".
En 1990, Guy Daniel soutient sa thèse de doctorat sur "La faluche : histoire, décryptage et analyse".
En 1994, un mémoire de maîtrise d'histoire est soutenu à Poitiers par Manuel Ségura, membre de l'Ordre du Vénéré Bitard (Loué soit-Il !), dont le sujet est : "La faluche, une forme de sociabilité estudiantine". Ces travaux, réalisés notamment grâce à des données qualitatives collectées par questionnaire à l'occasion du 106ème congrès anniversaire de Toulouse, restituent l'histoire des mouvements festifs estudiantins, réalise une généalogie détaillée des différents codes de la faluche et décrit certains Ordres estudiantins tels que le Royaume de la Basoche et l'Ordre de la Tétine Sublime.
Depuis 2023 est en préparation une thèse de doctorat d'ethnologie sur l'anthropologie de la faluche.

### Débuts
En juin 1888 sont organisées sous l'égide de Giosuè Carducci les grandes fêtes de Bologne pour le huit centième anniversaire de l'Alma Mater Studiorum, l'université de Bologne, la plus ancienne d'Europe. Connues aujourd'hui comme « fêtes de Bologne », leur nom officiel italien était : Congresso Nazionale ed Internazionale degli Studenti Universitari (Congrès National et International des Étudiants Universitaires).
Étaient présentes les délégations universitaires de quantité de pays.
Au nombre de celles-ci, il y avait une délégation française, mandatée tout à la fois par l'Association générale des étudiants de Paris appelée aussi l'« A », fondée en 1884, et le président de la République Sadi Carnot. Elle se composait de six étudiants : Chaumeton, Chandebois, Stœber, Bernard, Franck et Demolon.
Cette grande rencontre festive entre jeunes allait stimuler le folklore étudiant de deux pays : l'Italie et la France.
Sur la suggestion de Giosué Carducci, les Italiens fondèrent les ordini goliardici (ordres goliardiques), appelés couramment la Goliardia. Les Français fondèrent la Faluche.
Il s'agissait de sociétés festives et carnavalesques. Les Italiens se réclamaient de la tradition des goliards, de Bacchus, du Tabac et Vénus, les Français de François Rabelais.
À la vue des costumes particuliers portés par des délégations étudiantes, capes et larges rubans, chapeaux ornés d'une cuillère, des Tunas universitaires, casquettes, uniformes et sabres des Studentenverbindung, etc. les Français se choisirent comme signe distinctif le béret bolonais en velours noir, qui portera pour eux le nom de faluche et sera également le nom de leur nouvelle organisation.
Les Italiens, pour la Goliardia, adoptèrent une coiffe genre Robin des Bois : la feluca, appelée aussi goliardo, piléo ou berretto universitario (béret universitaire).
Le 25 juin 1888, la délégation étudiante française arrive à Paris de retour de Bologne.
Le nouveau béret étudiant fait sensation dans le milieu universitaire  du Quartier latin. Il suscite force débats.

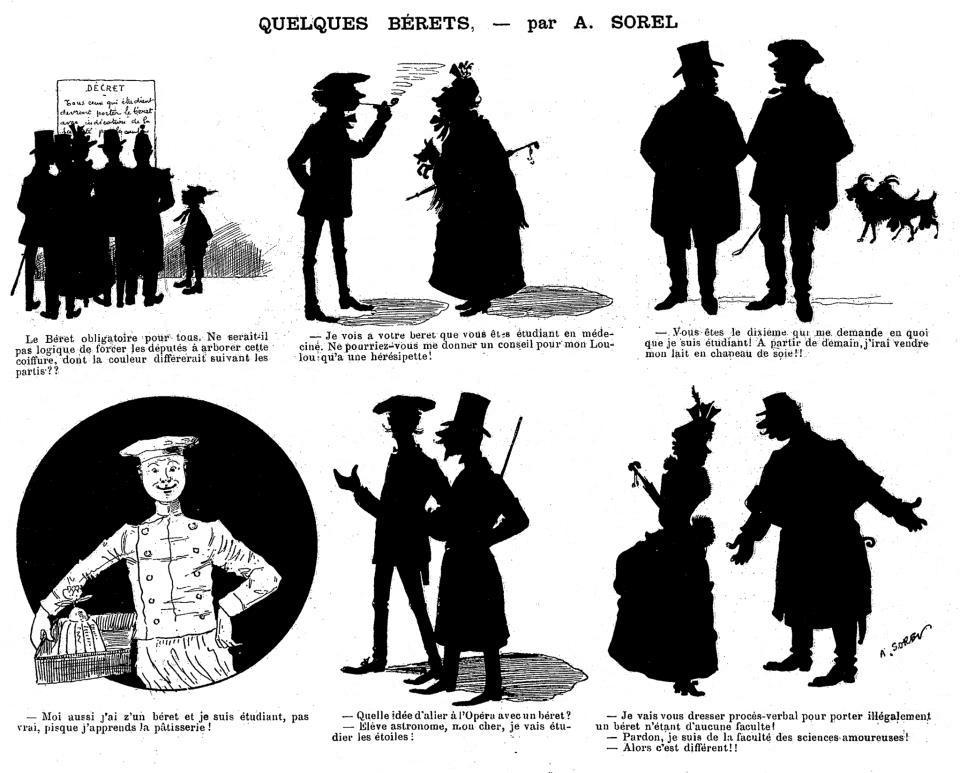
Le béret d'étudiant français avant de devenir la faluche. Extrait du journal La Caricature du 16 février 1889...

Un écho de ces débats apparaît en 1889 dans la chanson Le Béret au Quartier latin, écrite par le chansonnier Albert Vacher, membre de la goguette du Caveau.

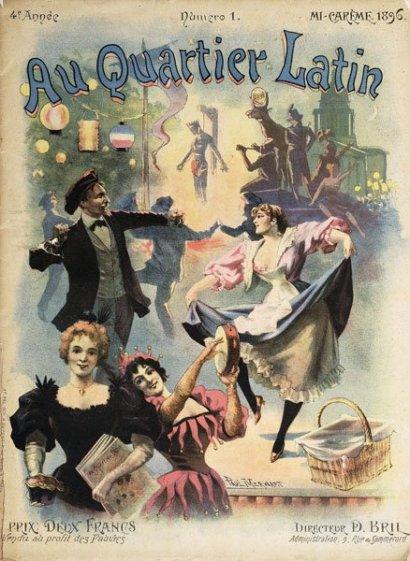
Sur cette couverture en couleurs de Paul Merwart, pour une revue sortie à l'occasion de la Mi-Carême 1896 à Paris, figure un étudiant portant la faluche.

Finalement la faluche est adoptée par l'ensemble des étudiants de France lors des fêtes organisées à l'occasion du VIe centenaire de l'université de Montpellier, qui ont lieu du 22 au 25 mai 1890.
En 1893, les étudiants parisiens faluche sur la tête rejoignent en masse les grandes fêtes de la Mi-Carême à Paris.
Le Journal illustré, qui décrit le cortège, parle de la faluche :

« En tête, six jeunes gens montés sur bicyclettes et commandés par une jeune fille sur tricycle. Tous sont en tenue ordinaire, maillot et blouse multicolores avec le béret officiel, que les étudiants semblent vouloir faire revivre. »

Par la suite et jusqu'en 1946, la participation des étudiants au Carnaval de Paris est très remarquée.
La faluche est à l'honneur au défilé de la Mi-Carême à Paris le 17 mars 1898. Le fameux cortège du Bœuf Gras, événement marquant du Carnaval de Paris, après avoir disparu depuis 1870, était reparu à grande échelle en 1896 et 1897. Mais n'est pas revenu défiler en 1898. Le jeudi de la Mi-Carême 1898, les étudiants parisiens, en tête de leur cortège, font défiler un char comique évoquant cette disparition du Bœuf Gras. Il comporte un géant carnavalesque doté d'une faluche. C'est le seul géant de Carnaval faluché connu.
Le Petit Journal en parle ainsi :
Le premier char apparaît aussitôt : La fin du bœuf gras. L'infortuné a été jeté vivant dans une énorme marmite qui « mijote » sur un gigantesque fourneau. Un Carnaval de carton, énorme, fantastique, coiffé d'un béret d'étudiant, tient à la main une écumoire et contemple le pot-au-feu d'un œil qu'allume la gourmandise.
Pour le Parisien comme pour le provincial, la faluche est devenue « le béret des étudiants ».
Durant plusieurs décennies il va apparaître indissociable de l'étudiant dans toute la France. Sa notoriété dépassant la Faluche comme organisation.

### Les faluchards fondent l'UNAGEF en 1907

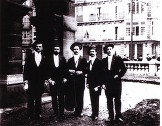
Le premier bureau de l'UNAGEF en 1907.

Le 4 mai 1907, à Lille, les Associations générales d'étudiants de Bordeaux, Dijon, Lille et Lyon rejetant les tutelles italienne de la Corda Fratres comme parisienne de l'AGEP dirigée par César Campinchi, fondent la première organisation indépendante nationale des étudiants de France : l'Union nationale des associations générales d'étudiants de France – UNAGEF.

### Les étudiants de Strasbourg à Paris en 1919
En 1919, la ville de Strasbourg, allemande depuis 1871, redevient française.
La même année, une délégation d'étudiants strasbourgeois vient à Paris.
C'est l'occasion pour les faluchards parisiens d'organiser à la gare de l'Est une manifestation patriotique solennelle de réception, drapeaux en tête[source insuffisante].

### La Faluche participe au renouveau du Carnaval de Paris dès 1920
Après l'interruption du Carnaval de Paris entraînée par la guerre durant quatre ans, de 1915 à 1918[source insuffisante], les festivités de la Mi-Carême reprennent dès mars 1919[source insuffisante] dans la capitale. C'est celles auxquelles la Faluche participe au moins depuis 1893[source insuffisante].
Dès 1920, on[Qui ?] voit la Reine des étudiants de Paris accompagnée d'étudiants portant la faluche présentée au palais de l’Élysée le jeudi de la Mi-Carême[source insuffisante].
Le 27 février 1921, Le Petit Parisien, rapportant les préparatifs du défilé de la Mi-Carême à Paris écrit.

### La soupe populaire de la faluche en 1932
Au début des années 1930, la crise économique prive d'emplois quantité de Parisiens et les plonge dans la misère.
Sensibles à cette détresse, des étudiants faluchards créent à Paris un établissement charitable de distribution de soupe populaire pour les chômeurs.
De celui-ci sont conservées trois photos prises par l'agence Mondial en 1932.

### La «semaine de la faluche» en 1938 et 1939

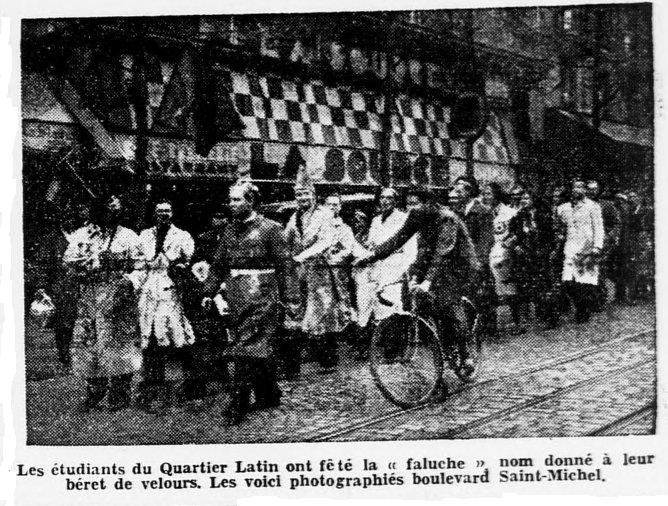
Les étudiants parisiens fêtent les 50 ans de la faluche en 1938.

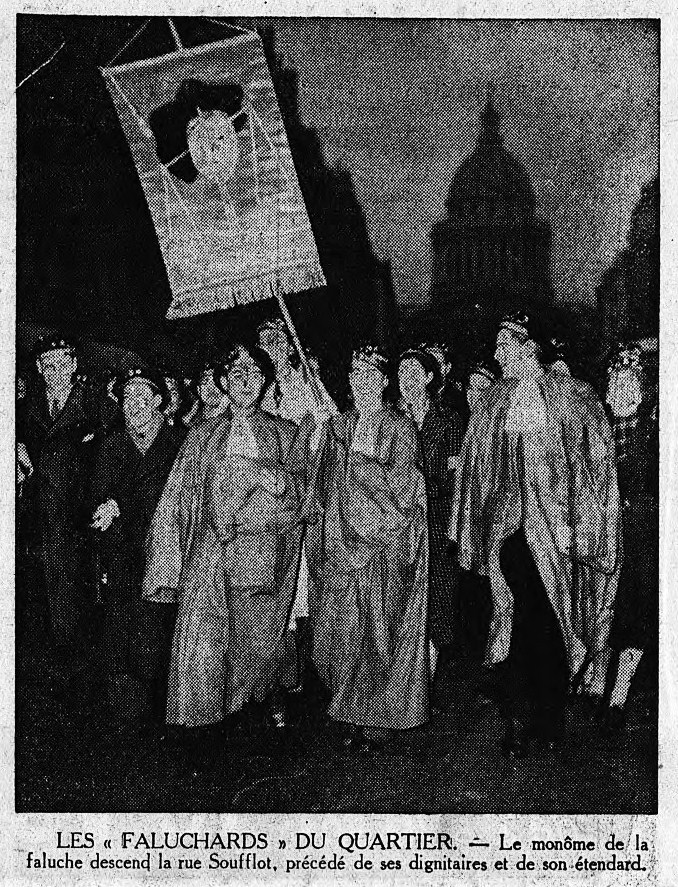
Le monôme commémoratif de 1939 rue Soufflot avec dignitaires et étendard.

En 1938, les étudiants parisiens commémorent joyeusement le cinquantième anniversaire du congrès de Bologne de 1888 et la naissance de la faluche. À cette occasion ils organisent une semaine de la faluche.
Leur intention est de lancer une tradition festive, comme le reflète un article du journal Le Temps, qui annonce le 28 mars 1939 la seconde semaine de la faluche.
Les « sports humoristiques » donnent l'occasion d'un concours de pêche dans le bassin de la place Edmond-Rostand devant les grilles du jardin du Luxembourg.
Le Matin, décrivant la faluche, mentionne à l'occasion de la fête les titres et insignes des dignitaires parisiens de la faluche. L'article indique à tort 1889 et pas 1888 comme date du congrès de Bologne où fut fondée la Faluche.
Le 2 septembre suivant commence la guerre. La festivité parisienne annuelle de la faluche ne sera pas renouvelée.

### La dernière fête avant la guerre: le «congrès flottant» de 1939
Le 19 août 1939, les délégués étudiants de différents pays sont accueillis à Paris par les faluchards belges et français. Ils partent ensemble au congrès des étudiants catholiques « Pax Romana » qui doit se tenir aux États-Unis, à Washington du 27 août au 2 septembre, pour se finir à New York du 2 au 9 septembre.
Le Temps écrit : 
Grande animation, ce matin, à la gare Saint-Lazare, devant le train transatlantique de 9 h. 45. Une jeunesse nombreuse s'affairait parmi le flot ordinaire des voyageurs. Des étudiants français et belges, coiffés de la « faluche » aux couleurs de leurs universités respectives, accueillaient les camarades, venus de tous les pays d'Europe, espagnols, finlandais, lituaniens, yougoslaves, etc. pour grossir la délégation d'étudiants catholiques qui se rend en Amérique au congrès de « Pax Romana ». Il y a des étudiantes aussi. L'une d'elles, Hongroise, porte une couronne de fleurs multicolores.
Robert Boudet, président de la Fédération française des étudiants catholiques, parle de la traversée :
Je me réjouis aussi de ce « congrès flottant » que nous allons, avec nos amis européens, organiser sur le De-Grasse, durant la traversée. Rien ne peut remplacer, à nos yeux, de loyaux échanges de vues entre les jeunesses des divers pays ; les difficultés d'aujourd'hui les rendent plus que jamais nécessaires.

### La faluche sous l'Occupation allemande
Le 11 novembre 1940, pour le 22e anniversaire de l'Armistice de 1918, des centaines d'étudiants parisiens se rendent à l'Arc de Triomphe. Ils veulent honorer la mémoire du soldat inconnu et protester ainsi contre l'occupation militaire allemande de la France.
C'est la première manifestation publique contre l'occupant. Elle est sévèrement réprimée. Une plaque commémorative apposée en haut des Champs-Élysées, sur le mur de l'ambassade du Qatar, rappelle aujourd'hui le souvenir de la manifestation étudiante du 11 novembre 1940.
La faluche, qui n'a pas un caractère politique, réussit à continuer à exister publiquement sous l'Occupation. Le Journal des débats du 22 juin 1941, évacué à Clermont-Ferrand, en donne un exemple. Il annonce une manifestation où les étudiants sont invités à participer coiffés de leur couvre-chef traditionnel :
« Le bureau de l'Association générale des étudiants de Clermont-Ferrand et le bureau de l'Association fédérative générale des étudiants de Strasbourg, invitent expressément les étudiants à se rendre demain dimanche, à 14 h. 15, au Jardin Lecoq, où les délégations des différents mouvements de Jeunesse Régionaux assisteront au Salut aux Couleurs. Ils espèrent que tous les étudiants, conscients de la place qu'ils occupent au sein de la Jeunesse française, voudront être représentés dignement à cette manifestation, c'est-à-dire qu'ils viendront très nombreux. Le Salut aux Couleurs aura lieu à 14 heures place de Jaude, et nous nous rendrons au Jardin Lecoq pour assister à la suite de la manifestation. Réunion rue du Théâtre (face au Café du Globe) à 13 heures 30 précises. Le port de la faluche, s'il n'est pas obligatoire, est recommandé. »

### La faluche en 1968-1969 et durant les années 1970
En 1968-1969 et durant les années 1970, surviendra une forte politisation du milieu étudiant dans différents pays : Allemagne, Italie, Japon, Mexique, Pologne, Tchécoslovaquie et aussi en France.
Le développement d'organisations politiques étudiantes d'extrême gauche en France n'ira pas sans remettre en cause l'exhibition des faluches.
Pour les militants étudiants d'extrême gauche qui se réclament de Lénine, Trotsky, Mao Tsé Toung ou Che Guevara, la Faluche évoquant François Rabelais apparaît dépourvue de sens. Elle se déclare apolitique, ce qui pour eux revient à être de droite mais déguisé. Se présentant comme festive et identitaire, la Faluche admet en son sein des étudiants de toutes opinions ou sans opinions politiques. Cette universalité et cette neutralité politique n'étant pas apprécié par les partisans inconditionnels de la politisation du milieu estudiantin.
La Faluche sera victime de l'hostilité de certains militants étudiants d'extrême gauche, mais tout autant d'une majorité d'étudiants se déclarant simplement « progressistes » et considérant que la Faluche amène des débordements autoritaristes, machistes et sexistes « d'une autre époque » et indignes. L'acquisition et le décor d'une faluche représentait aussi une dépense non négligeable pour des étudiants pauvres, « fils d'ouvriers » (équivalant à environ deux mois d'abonnement au bus). Cette hostilité se traduisant en particulier par la pratique du vol des faluches. Depuis cette époque, elles sont reliées par un solide cordon décoratif au vêtement de ceux qui les portent.
Les traditions étudiantes connaîtront un large recul à la fin des années 1960 et durant les années 1970. Ce phénomène n'est pas propre à la France, cette période étant baptisée le sonno (sommeil) par les étudiants de la Goliardia en Italie.
Dans les années 70, la région poitevine héberge le roi de la basoche, portant la faluche, et qui se fera connaître pour assister au couronnement en Centrafrique de Jean-Bedel Bokassa.

### Le centenaire de la faluche en 1988
En 1988, à l'occasion de son centenaire, la faluche organise à Reims un congrès qui prend la forme d'une grande rencontre festive nationale.
Depuis cette date, cette manifestation revient chaque année, à chaque fois dans une ville universitaire française différente.
Y participent, aux côtés des faluchards français, des délégations d'organisations sœurs d'autres pays, comme les Tunas universitaires ou la Goliardia.

### La faluche aujourd'hui
La Faluche est toujours présente dans la plupart des villes universitaires françaises.
Elle est une des trois plus anciennes traditions étudiantes de France avec l'ENSAM ou Gadzarts, ou les Fanfares des Beaux-Arts.

Faluchards et faluchardes.
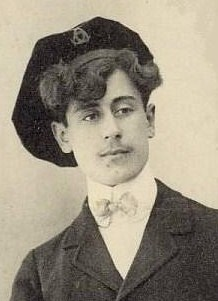
Un étudiant de Bordeaux vers 1900 avec sa faluche.
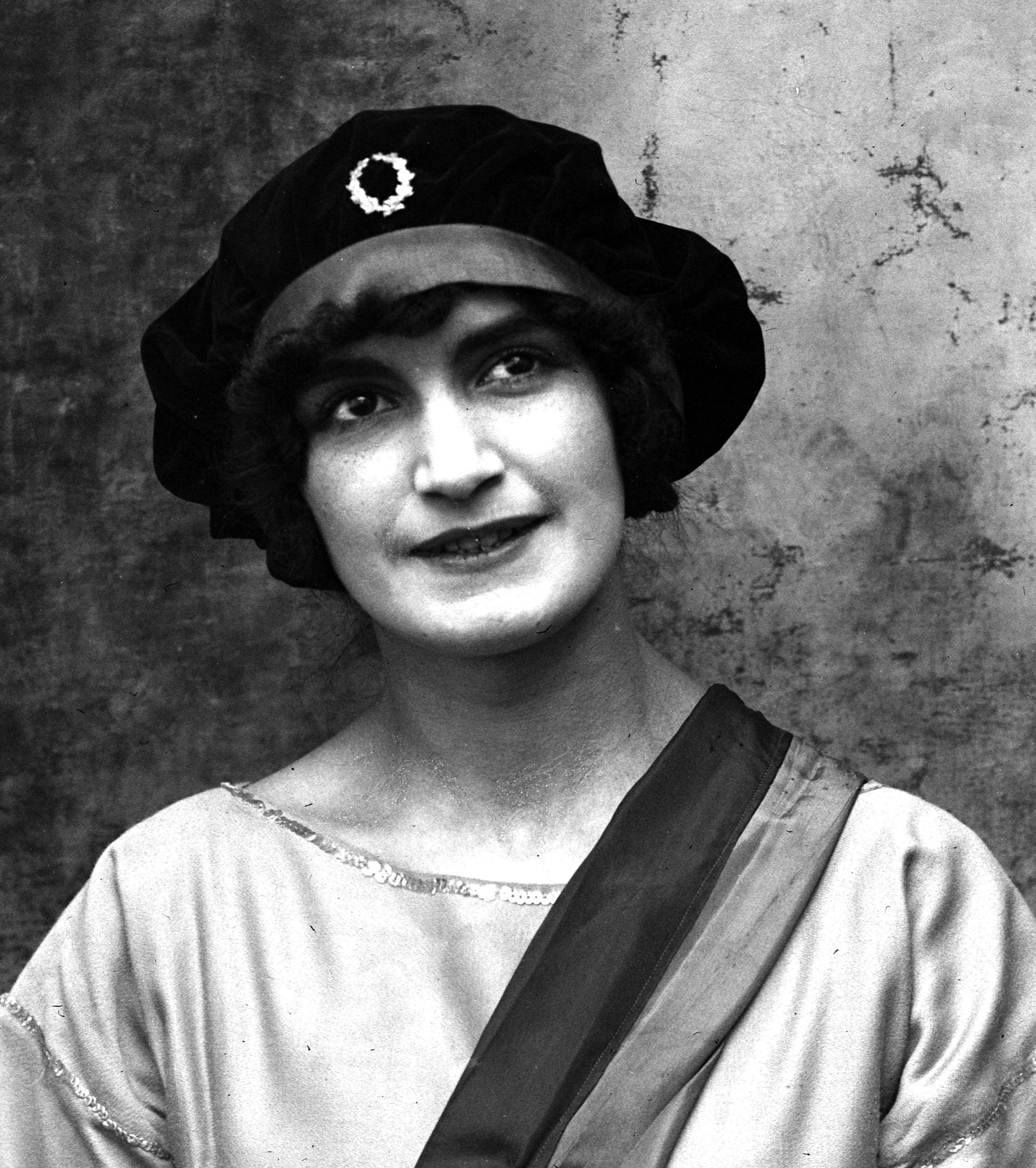
Miniah Lutèce reine des étudiants de Paris 1921[16].
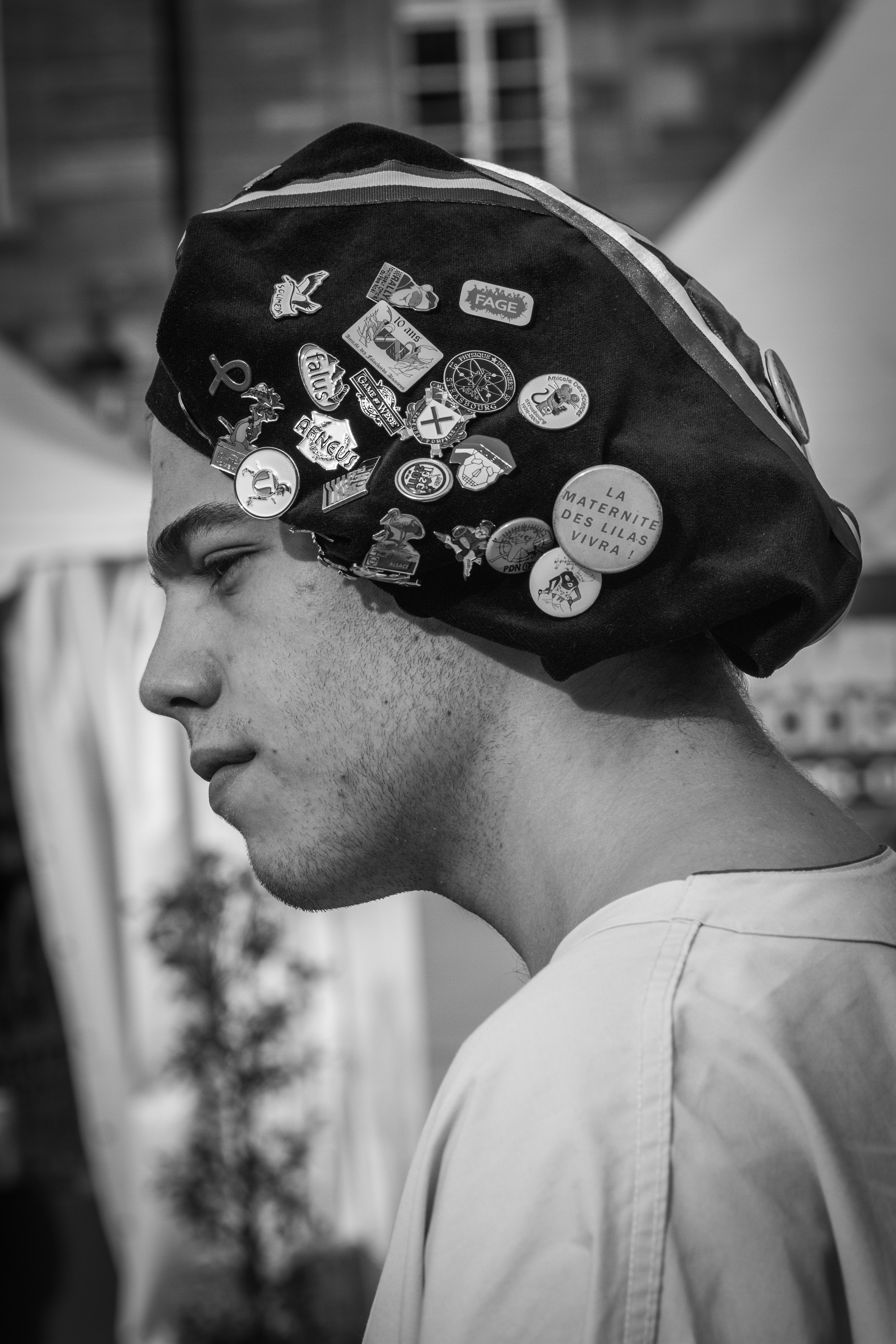
Un faluchard strasbourgeois en 2013.
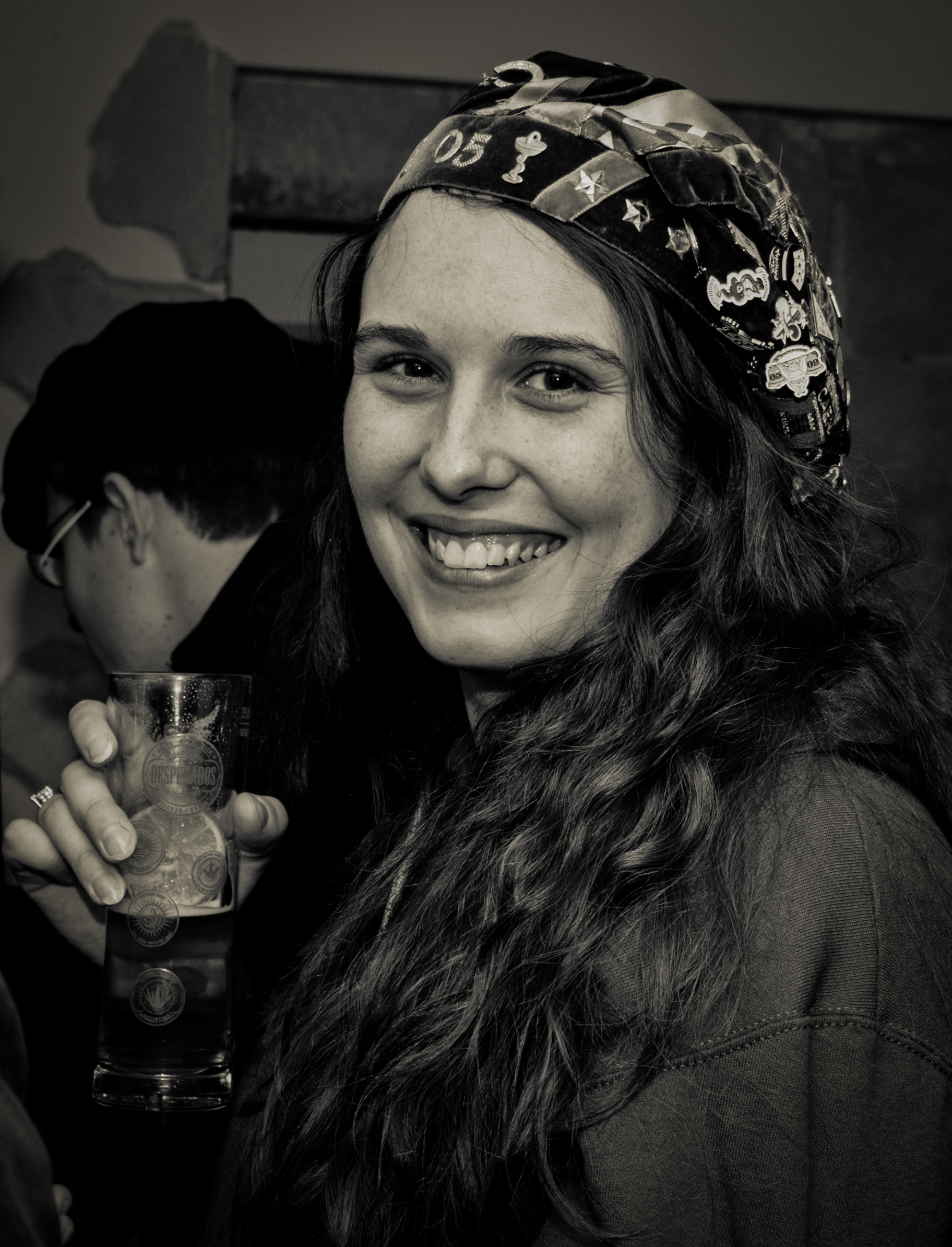
Falucharde caennaise en 2011.
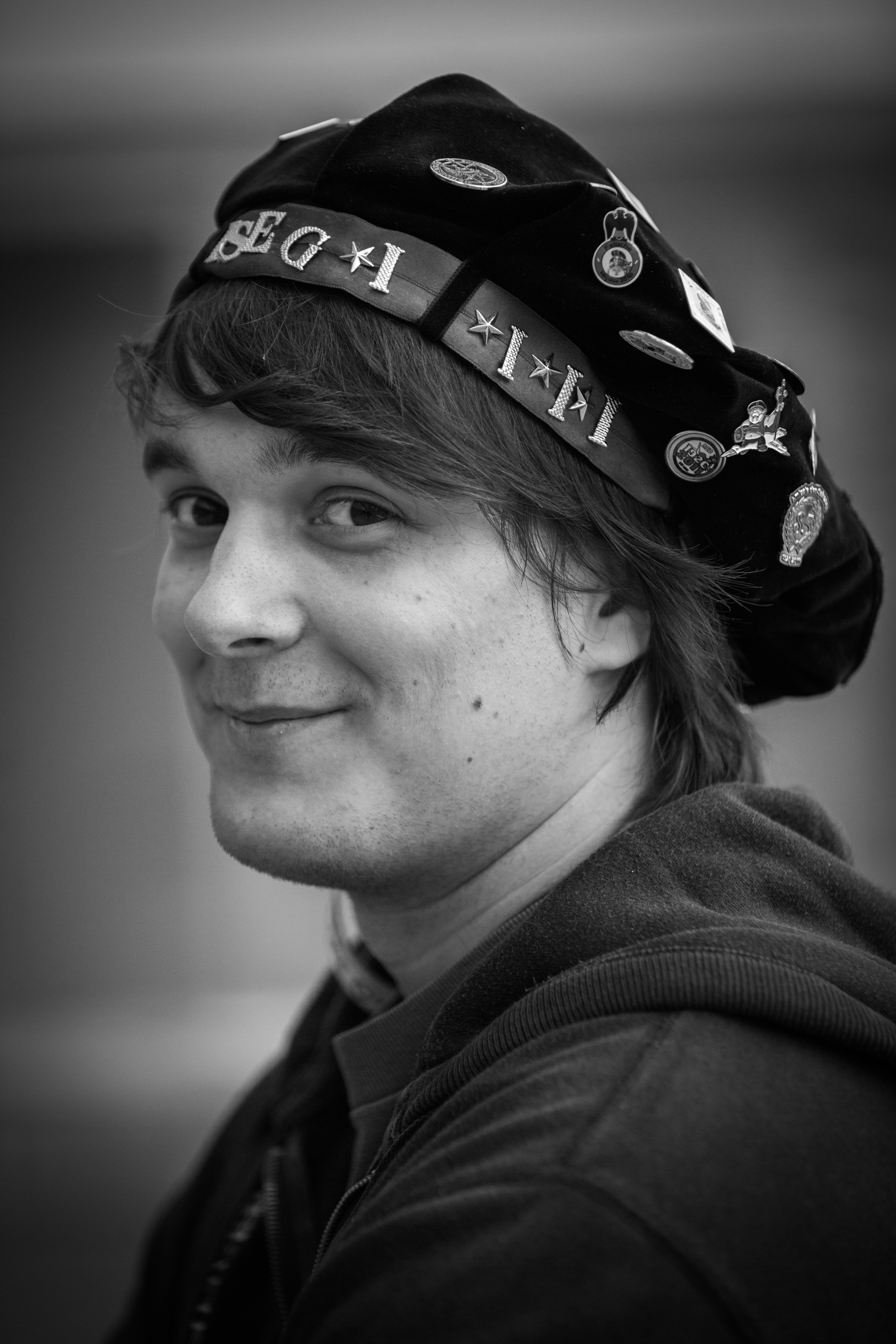
Un faluchard strasbourgeois en 2013.
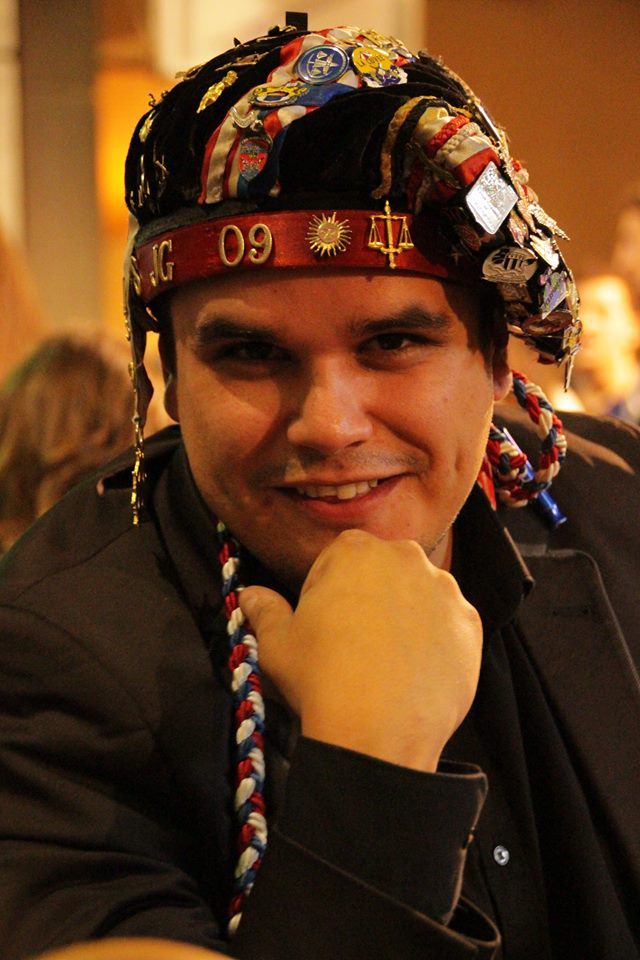
Faluché Droit (AJES) en 2015.
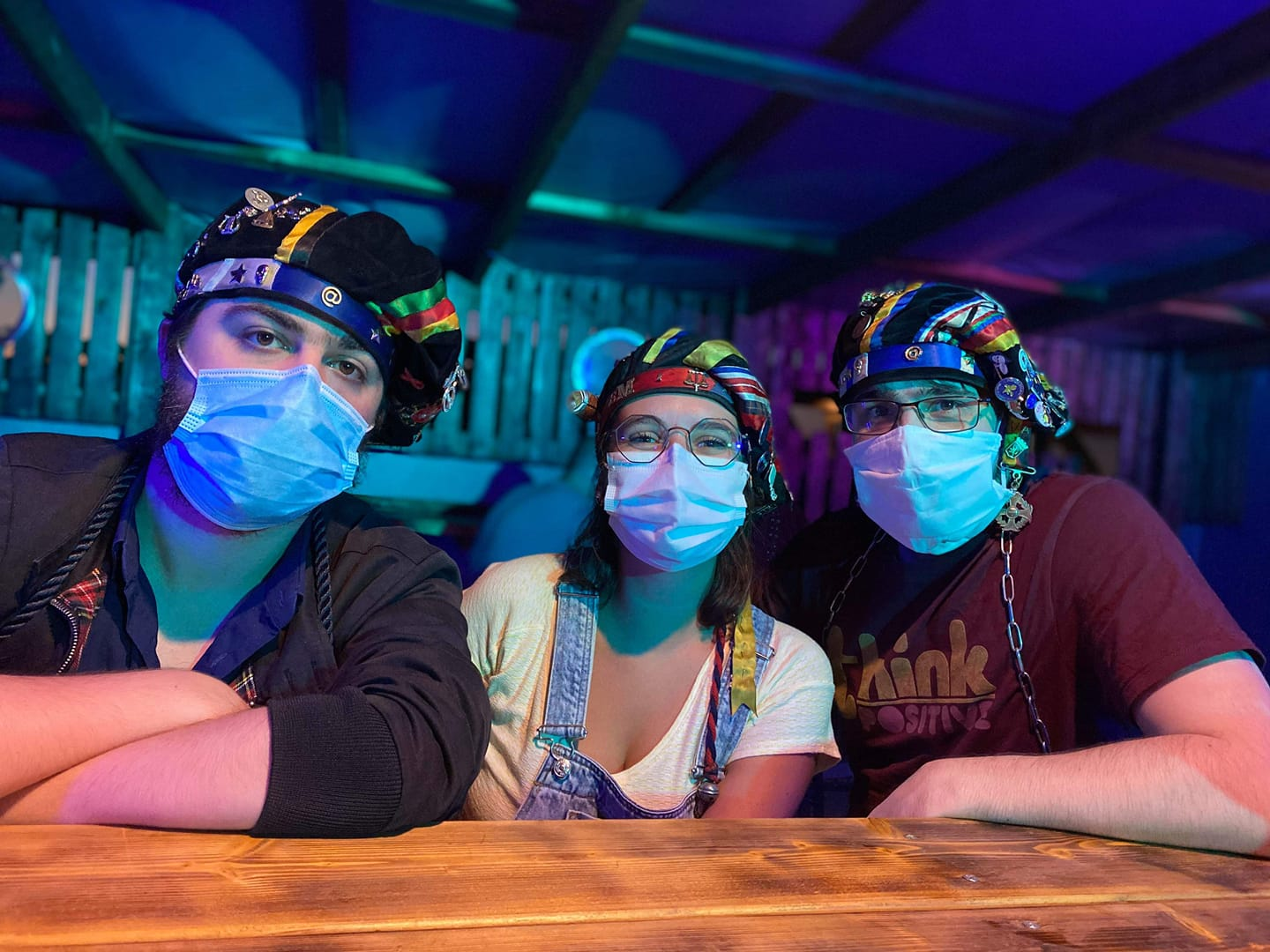
Faluchards en 2020.

#### Liste des congrès anniversaire
| Anniversaire | Ville            | Date                           |
| ------------ | ---------------- | ------------------------------ |
| 100e         | Reims            | du 25 et 26 juin 1988          |
| 101e         | Dijon            | du 23 au 25 juin 1989          |
| 102e         | Lille            | du 22 au 24 juin 1990          |
| 103e         | Clermont-Ferrand | du 23 au 25 juin 1991          |
| 104e         | Poitiers         | du 24 au 26 juin 1992          |
| 105e         | Nancy            | du 3 au 5 juillet 1993         |
| 106e         | Toulouse         | du 1 au 3 juillet 1994         |
| 107e         | Paris            | du 30 juin au 2 juillet 1995   |
| 108e         | Orléans          | du 28 au 30 juin 1996          |
| 109e         | Montpellier      | du 27 au 29 juin 1997          |
| 110e         | Reims            | du 3 au 5 juillet 1998         |
| 111e         | Grenoble         | du 25 au 27 juin 1999          |
| 112e         | Lille            | du 30 juin au 2 juillet 2000   |
| 113e         | Poitiers         | du 29 juin au 1er juillet 2001 |
| 114e         | Paris            | du 28 au 30 juin 2002          |
| 115e         | Bordeaux         | du 27 au 29 juin 2003          |
| 116e         | Toulouse         | du 2 au 4 juillet 2004         |
| 117e         | Lyon             | du 8 au 10 juillet 2005        |
| 118e         | Onzain           | du 7 au 9 juillet 2006         |
| 119e         | Montpellier      | du 29 juin au 1er juillet 2007 |
| 120e         | Reims            | du 4 au 6 juillet 2008         |
| 121e         | Strasbourg       | du 3 au 5 juillet 2009         |
| 122e         | Grenoble         | du 2 au 4 juillet 2010         |
| 123e         | Aix-en-Provence  | du 8 au 10 juillet 2011        |
| 124e         | Paris            | du 6 au 8 juillet 2012         |
| 125e         | Nantes           | du 5 au 7 juillet 2013         |
| 126e         | Toulouse         | du 4 au 6 juillet 2014         |
| 127e         | Rouen            | du 3 au 5 juillet 2015         |
| 128e         | Lille            | du 1 au 3 juillet 2016         |
| 129e         | Montpellier      | du 30 juin au 2 juillet 2017   |
| 130e         | Reims            | du 6 au 8 juillet 2018         |
| 131e         | Grenoble         | du 5 au 7 juillet 2019         |
| 132e         | Nancy            | du 11 au 13 septembre 2020     |
| 133e         | Troyes           | du 2 au 4 juillet 2021         |
| 134e         | Valence          | du 17 au 19 juin 2022          |
| 135e         | Belfort          | du 7 au 9 juillet 2023         |
| 136e         | Toulouse         | du 5 au 7 juillet 2024         |
| 137e         | Lyon             | du 13 juin au 15 juin 2025     |
| 138e         | Clermont-Ferrand | Date non fixée pour le moment  |

## Baptême
Afin de devenir faluchard, l'étudiant doit se trouver un ou plusieurs parrains ou marraines, qui l'épauleront lors d'un évènement intitulé « baptême ».
Durant celui-ci, il devra prouver qu'il souhaite porter la faluche.
Si ses réponses sont jugées satisfaisantes par l'assemblée, il pourra porter la coiffe, et prêter serment.

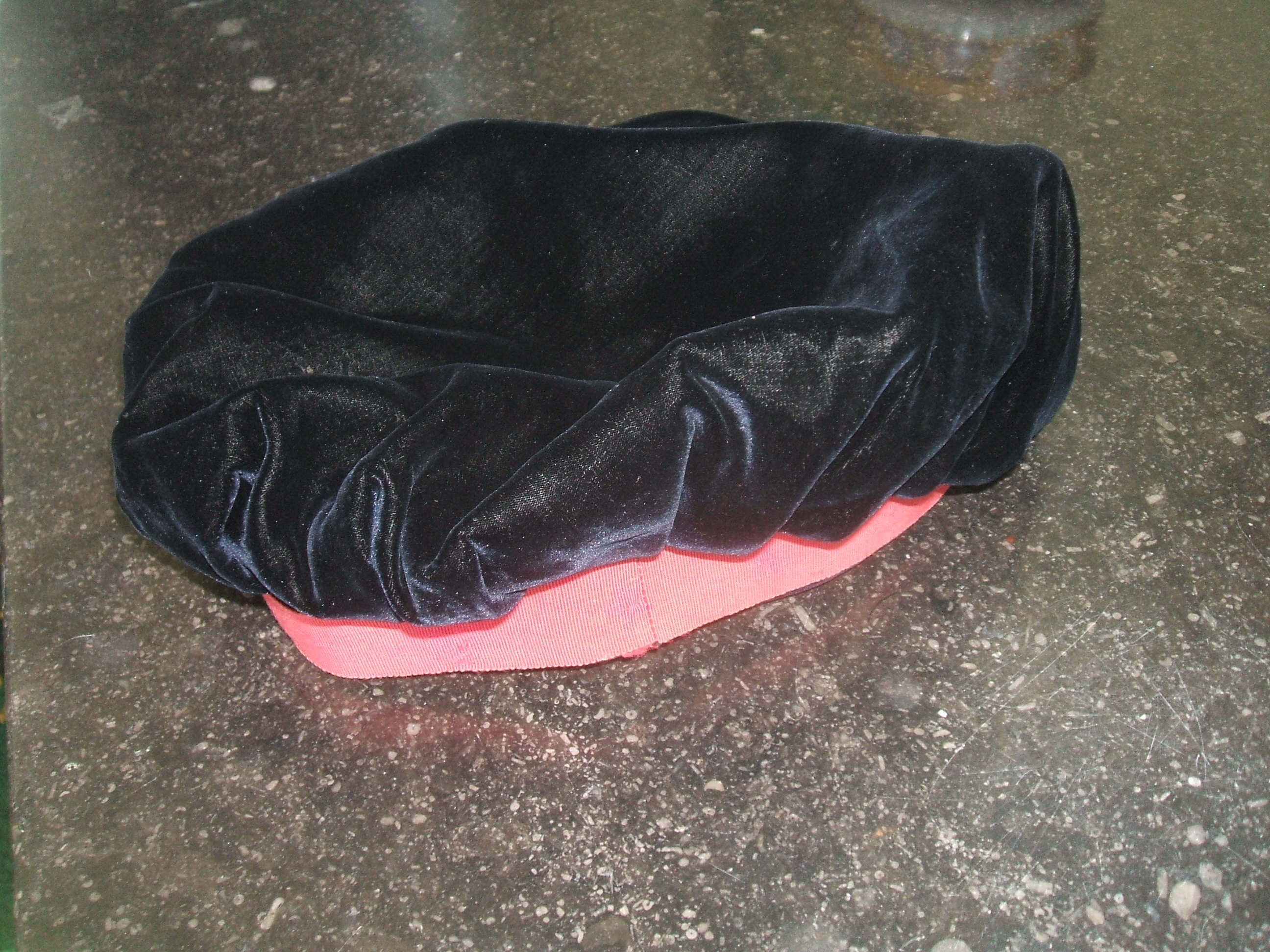
Faluche d'étudiant en médecine des années 1950, avec le circulaire en velours de couleur rouge.

## Organisation

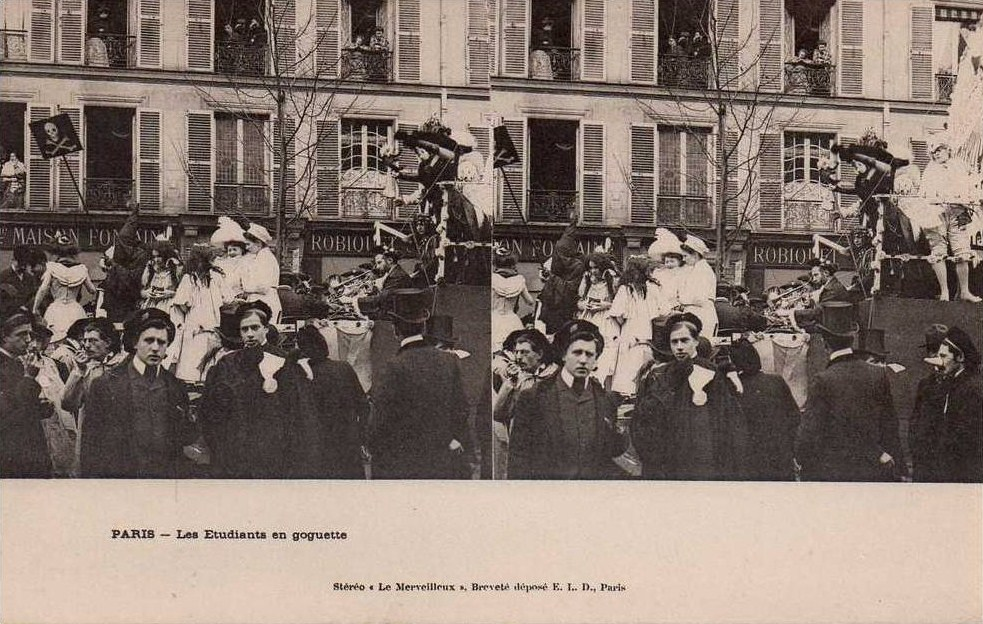
Carte-postale stéréoscopique vers 1910 figurant des étudiants parisiens en goguette faluche sur la tête.

Nées la même année 1888 aux Fêtes de Bologne, la Goliardia et la Faluche présentent de grandes similitudes.
Les échanges entre la Goliardia et la Faluche furent très importants de 1888 à 1914, soit durant 26 ans, ce qui est beaucoup à l'échelle de la vie étudiante, où le cursus le plus long, celui de médecine, dure aujourd'hui 10 ans. En 1904, par exemple, l'Association générale des étudiants de Paris a reçu et fêté une délégation de 284 étudiants italiens à Paris. La Grande Guerre et ses suites politiques, Fascisme et isolement de l'Italie, ont conduit les relations Goliardia-Faluche à pratiquement s'interrompre. Les deux traditions continuent depuis, comme deux rameaux indépendants issus d'un même arbre. Elles ont cependant conservés nombre de caractères communs.
La Goliardia et la Faluche sont organisées par villes et comptent des ordres burlesques de chevalerie créés au fil des années, des titres ronflants et comiques caricaturant de vrais titres officiels existants. La Goliardia a ses Pontifex Maximus (Grands Pontifes), la Faluche possède ses trois Évêques et son Grand Vicaire.
Un titre qu'on rencontre pareillement dans les deux traditions sœurs est celui de Grand Maître. En Italie, cela donne en italien Gran Maestro ou en latin Magnus Magister. Le Grand Maître existe dans la plupart des filières universitaires où la Faluche se produit. Il est garant du respect des traditions. À ses côtés se rencontre parfois un Grand Chambellan.
Ces deux fonctions sont fréquemment désignées par leurs seules initiales : le Grand Maître devient ainsi le GM, le Grand Chambellan le GC ou bien par le mot « croix », faisant référence à la croix du mérite qu'ils arborent sur leur faluche en signe de leur fonction. Contrairement à celle du GC qui est entièrement dorée, la croix du GM est recouverte d'émail blanc.
D'autres rôles particuliers sont présents dans certaines villes. On trouve ainsi des Grands Alchimistes (GA), des bourreaux ou encore des Grands Délateurs (GD).
Le Grand Vicaire est basé à Paris. Les quatre évêques de la Faluche sont :
- à Poitiers : l'évêque du Sud, premier à être institué ;
- à Amiens : l'évêque du Nord ;
- à Strasbourg : l'évêque de l'Est septentrional ;
- à Grenoble : l'évêque de l'Est méridional.

Leur rôle consiste à servir de confident, médiateur et célébrer les divers événements faluchards. Tous ces dignitaires sont élus.

## Codes et particularités

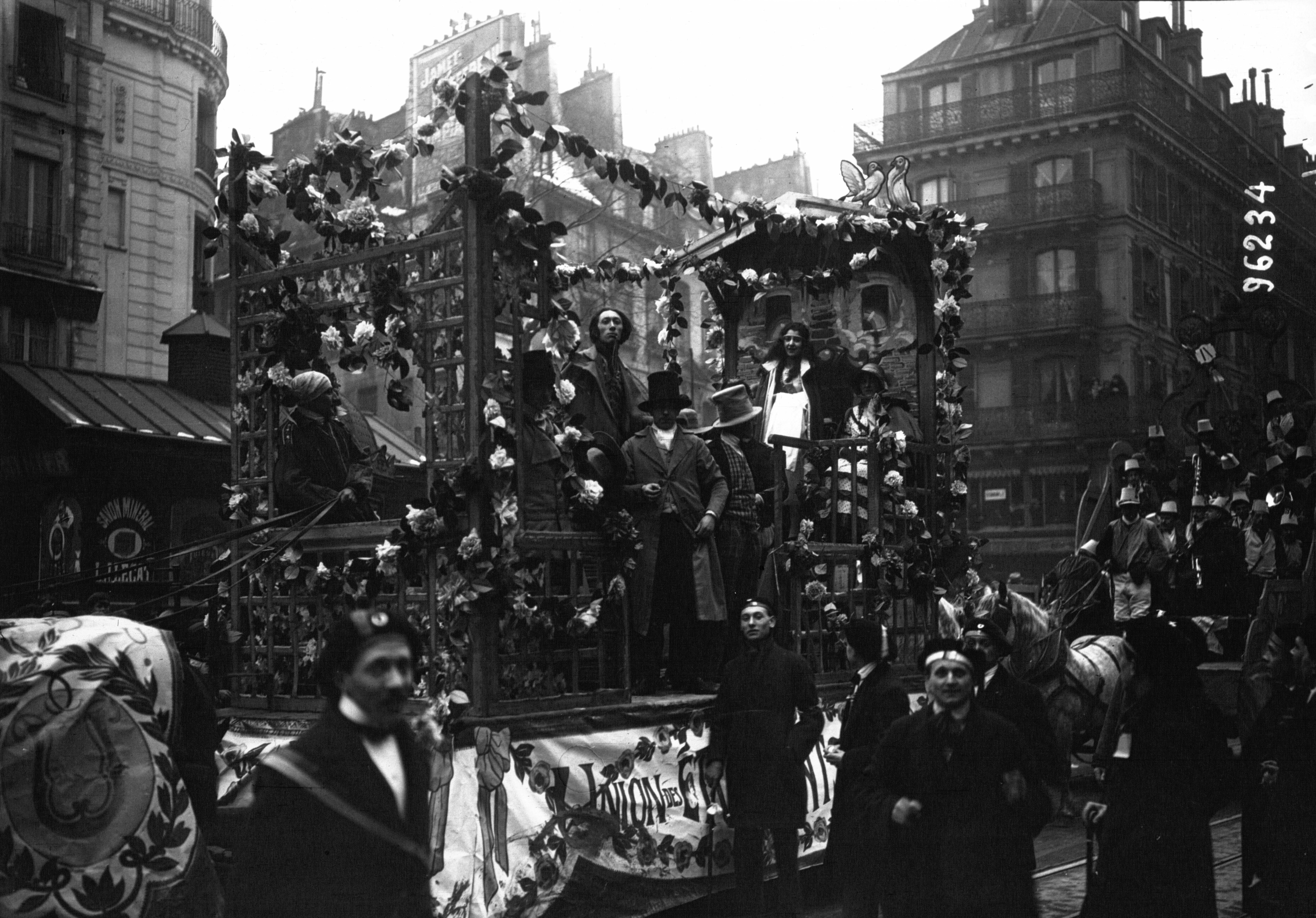
Le Char des étudiants dans le cortège de la Mi-Carême 1922 à Paris. On distingue sept faluches.

Les codes de fonctionnement de la Faluche, qui étaient transmis oralement dans les différentes villes ont fini par diverger. Afin de les unifier, une réunion se tint à Lille le 8 mars 1976 qui rédigea une synthèse des différents codes existants, inspirée du code de Toulouse. C'est dans cette dernière ville que ce texte fut adopté comme code national en décembre 1986. Il est depuis actualisé  tous les ans lors du congrès anniversaire. Trois variantes du code de la Faluche sont effectivement reconnus et légitimes : le code national évoqué ci-dessus, le code montpelliérain, évoqué dans le code national, et le code alsacien pour des raisons historiques. Certaines villes ou universités ont cependant leurs propres particularités bien marquées comme l'université Panthéon-Assas et la ville de Lyon qui revendique par ailleurs un code spécifique.

### Code national
Depuis 1988, le code national régit les couleurs et insignes de la faluche. Ceux-ci permettent de connaître le parcours universitaire, les goûts, qualités et défauts de celui qui le porte. La lecture de la faluche permet d'apprendre le cursus et la vie de l’étudiant.
Une partie de la faluche est réservée aux insignes officiels, l'autre est à son propriétaire. La manière de coudre sa faluche varie .
Le circulaire est recouvert d'une bande de tissu reprenant les couleurs de la discipline étudiée et permettant ainsi de différencier les filières. Ce tissu est en satin, sauf pour les filières ayant trait à la santé, pour lesquelles il est en velours.
Le code peut être actualisé lors de chaque congrès anniversaire de la faluche ; ces actualisations figurent alors au procès-verbal du congrès.
| Tissu                                | Filière                                       | Couleur                                                          | Insigne                                                                                 |  |
| ------------------------------------ | --------------------------------------------- | ---------------------------------------------------------------- | --------------------------------------------------------------------------------------- |  |
| Velours                              | Médecine                                      | Rouge Gros Grain Amarante (Lille Catho)                          | Caducée médecine (PCEM1 ou PAES : Tête de mort sur fémurs croisés)                      |  |
| Velours                              | Chirurgie Dentaire                            | Violet                                                           | Molaire                                                                                 |  |
| Velours                              | Paramédical                                   | Rose                                                             | Ciseaux, Caducée de Mercure pour les Kinés, Caducée infirmier pour les soins infirmiers |  |
| Velours                              | Pharmacie                                     | Vert                                                             | Caducée de pharmacie(Serpent autour de la coupe d'Hygie)                                |  |
| Velours                              | Préparateur en Pharmacie                      | Vert                                                             | Pilon et mortier                                                                        |  |
| Velours                              | PACES                                         | Marron                                                           | Tête de mort sur fémurs croisés                                                         |  |
| Velours                              | Ostéopathie                                   | Bleu                                                             | Sphénoïde                                                                               |  |
| Velours                              | Sage-femme                                    | Fuchsia                                                          | Ânkh                                                                                    |  |
| Velours                              | Vétérinaire                                   | Bordeaux                                                         | Tête de cheval                                                                          |  |
| Satin                                |                                               |                                                                  |                                                                                         |  |
| Administration Économique et Sociale | Vert clair (gris au code Alsacien)            | Lettres « AES »                                                  |                                                                                         |  |
| Archéologie                          | Jaune                                         | Tête de Sphynx                                                   |                                                                                         |  |
| Architecture                         | Bleu                                          | Équerre et compas                                                |                                                                                         |  |
| Arts du spectacle                    | Bleu                                          | Masques de comédie                                               |                                                                                         |  |
| Beaux-arts                           | Bleu                                          | Palette et pinceau                                               |                                                                                         |  |
| BTS                                  | Blanc                                         | Lettres « BTS »                                                  |                                                                                         |  |
| Cinéma                               | Bleu                                          | Clap de cinéma                                                   |                                                                                         |  |
| Classes préparatoires                | Marron                                        | Chouette bicéphale                                               |                                                                                         |  |
| Droit                                | Rouge                                         | Glaive et Balance de la justice                                  |                                                                                         |  |
| École de commerce                    | Rouge et vert                                 | Caducée de Mercure (deux serpents autour d'un bâton)             |                                                                                         |  |
| École d'ingénieurs                   | Bleu et noir                                  | Étoile et foudre                                                 |                                                                                         |  |
| Filière sportive                     | Vert foncé                                    | Coq, lettres « STAPS » ou « UFRAPS »                             |                                                                                         |  |
| Géographie                           | Jaune                                         | Globe                                                            |                                                                                         |  |
| Histoire                             | Jaune                                         | Casque de Périclès                                               |                                                                                         |  |
| IUP                                  | Aux couleurs de la discipline de rattachement | Lettres « IUP »                                                  |                                                                                         |  |
| IUT                                  | Blanc                                         | Lettres « IUT » ou Marteau et maillet                            |                                                                                         |  |
| Lettres et langues                   | Jaune                                         | Livre ouvert & plume                                             |                                                                                         |  |
| Musique et Musicologie               | Argenté                                       | Lyre                                                             |                                                                                         |  |
| Œnologie                             | Saumon                                        | Grappe de raisin                                                 |                                                                                         |  |
| Psychologie                          | Jaune                                         | Ψ                                                                |                                                                                         |  |
| Sciences                             | Mauve                                         | Palmes croisées chêne et laurier avec initiales de la discipline |                                                                                         |  |
| Sciences économiques, Gestion        | Orange                                        | Caducée de Mercure (deux serpents autour d'un bâton)             |                                                                                         |  |
| Sciences Politiques                  | Rouge et bleu                                 | Parapluie                                                        |                                                                                         |  |
| Sociologie                           | Jaune                                         | Grenouille                                                       |                                                                                         |  |
| Social                               | Jaune                                         | Initiales de la filière                                          |                                                                                         |  |
| Théâtre                              | Bleu                                          | Masque de comédie                                                |                                                                                         |  |

Les villes publient parfois le code national sous forme de livrets. Depuis 2005, le code national dans sa version caennaise est illustré par l'artiste Commandant Roswell[source insuffisante].

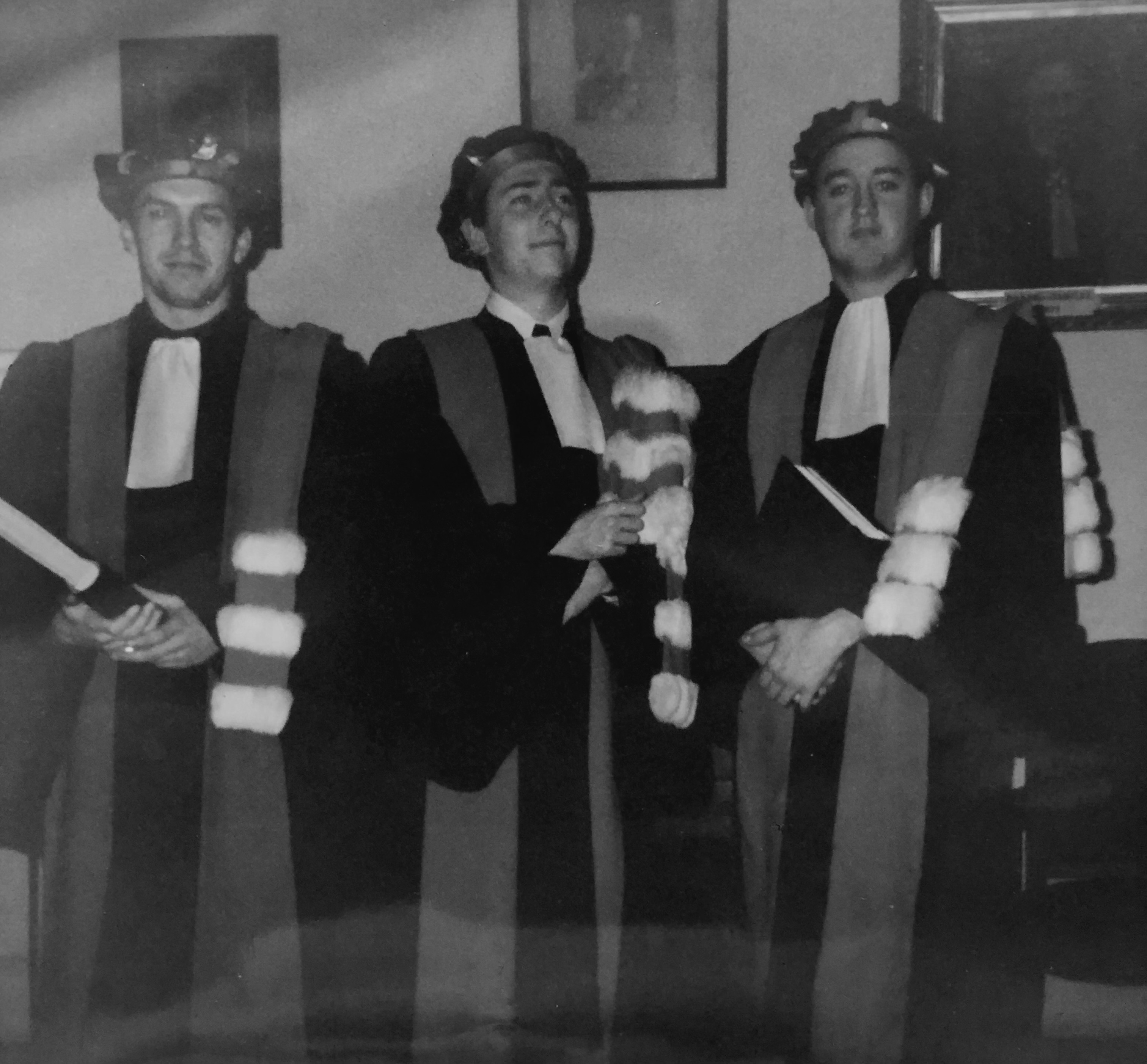
Faluchards toulousains portant de manière humoristique le petit costume universitaire de professeur de droit.

### Code toulousain

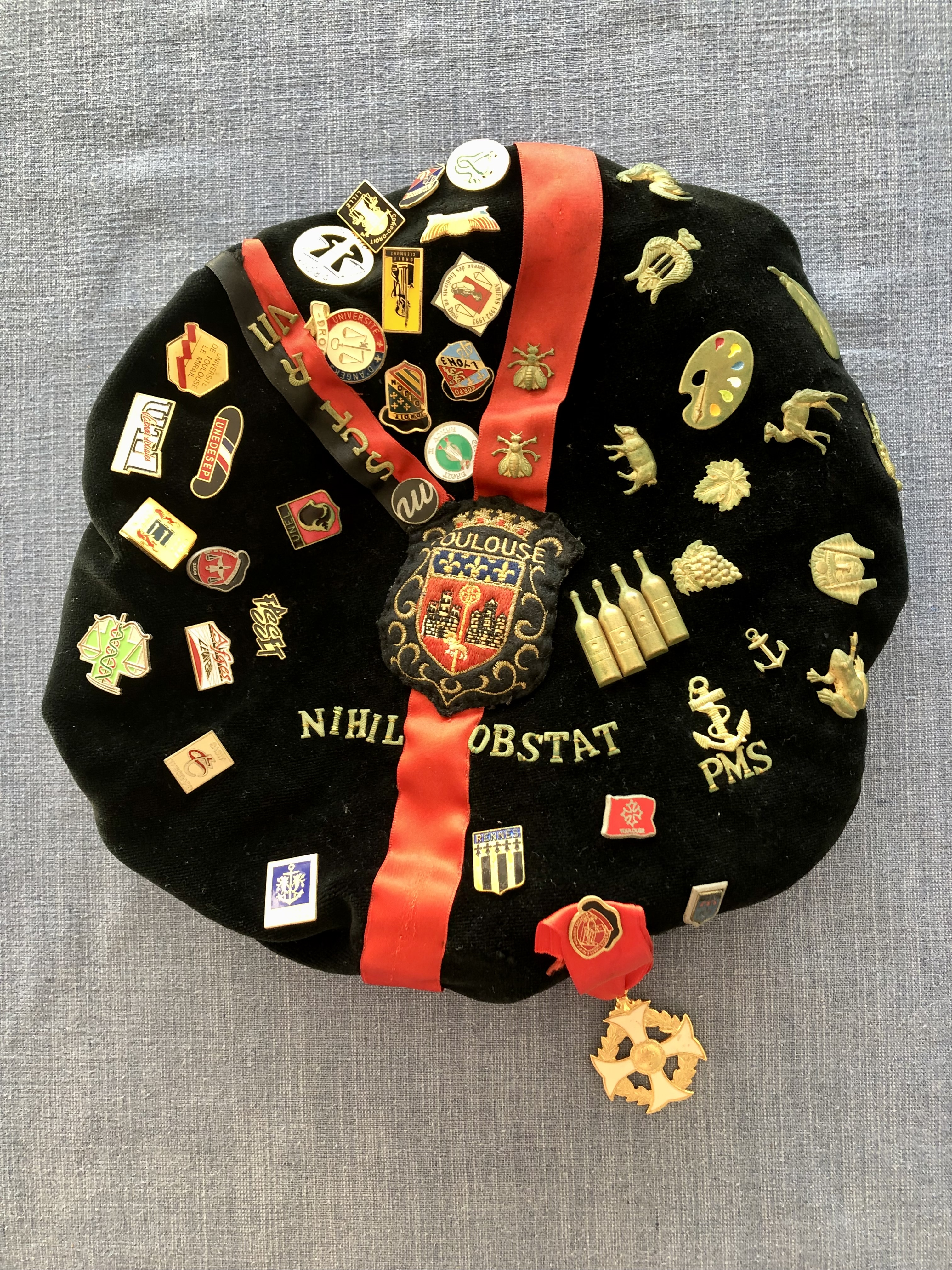
Une faluche de Grand Maître de la faculté de droit de Toulouse. Sur le quart supérieur gauche, ruban rouge et noir de la Sanctissima Kharta Tolosana Raymond VII, classe préparatoire Chartes du lycée Pierre-de-Fermat.

Les étudiants de la faculté de droit de Toulouse pratiquent, depuis février 1966, un code de la faluche qui leur est propre et s'inspire des Faluches du début du XXème siècle. Ce code se distingue du code national de 1988 dans la mesure où "Il est interdit de transformer la faluche en comptoir de quincaillerie ; elle doit être le parchemin qui s'enorgueillit toujours de nouvelles richesses étalant l'histoire du Bachelier" (article III). Les insignes et épinglettes ainsi que leur placement sur le velours sont précisément règlementés : ruban rouge satin du frontal à l'occipital avec écusson de Toulouse au centre ; devise de l'étudiant ; à droite, symboles et insignes personnels ; à gauche, insignes scolaires et universitaires, épinglettes échangées avec des membres d'associations étudiantes, insignes ou rubans d'autres ordres étudiants. Les épinglettes afférentes à des fonctions électives (ex. : président de Corpo) sont placées sur la partie supérieure du ruban, au-dessus du blason ; la croix de Grand Maître est fixée au quart inférieur droit du velours.

### Code alsacien

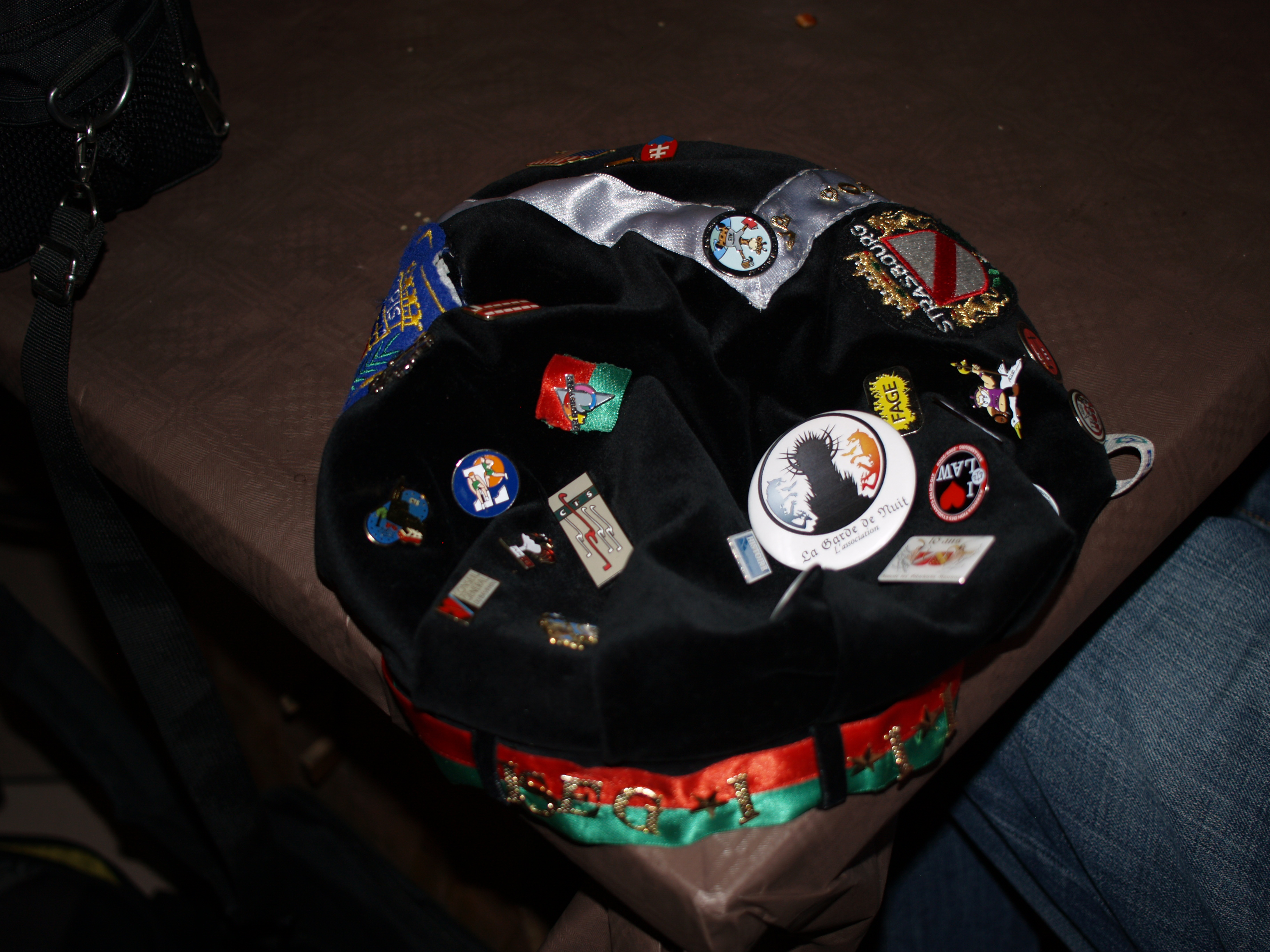
Une faluche alsacienne d'étudiant en école de commerce.

La faluche alsacienne date de 1909, alors que les étudiants en pharmacie de Strasbourg la ramènent d'un congrès de Nancy, en signe de ralliement aux idées françaises. En Alsace, le code a très peu évolué, les évolutions étant essentiellement dues à l'arrivée de nouvelles filières.
Outre des différences en termes de couleurs de filières, d'insignes et de disposition des rubans, la faluche alsacienne est reconnaissable à l'existence de passants sur une circonférence souple et l'absence de ruban de ville ou de région, l'écusson de ville se suffisant à lui-même. L'appartenance du faluchard au bureau d'une association de filière se traduit par la présence d'un « V » partant de l'arrière de la faluche et pointant vers son centre, aux couleurs de la filière.
Les Grands Maîtres sont remplacés par des TVA (Très Vénérables Anciens) cooptés parmi les faluchards ayant plus de deux ans de faluche. Ils peuvent être issus de toutes filières et ont pour mission d'être les garants des traditions faluchardes, particulièrement lors des différentes cérémonies. Les faluchards peuvent porter le ruban du souvenir en mémoire des étudiants alsaciens évacués à Clermont-Ferrand durant la Seconde Guerre mondiale.

### Code de Montpellier

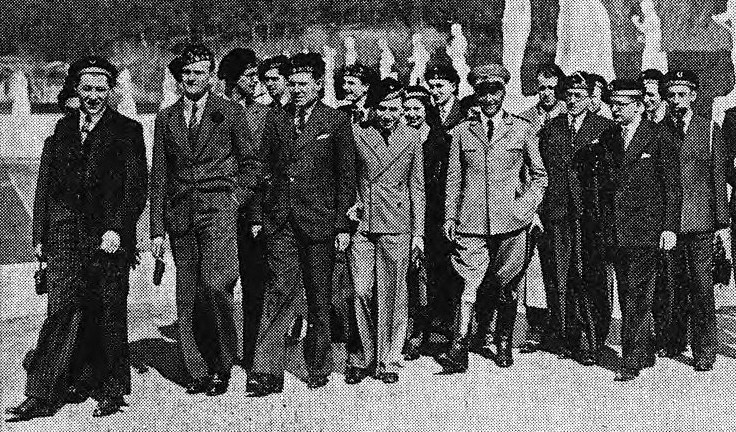
Des étudiants français en visite à Rome en mars 1935.

La faluche se distingue par la présence de quatre crevés aux couleurs de la discipline principale étudiée, formant ainsi quatre parties de velours noir égales. Cette tradition rend hommage à Rabelais qui fit ses études à la Faculté de Médecine de Montpellier au XVIe siècle. L'origine exacte restant inconnue.
Les couleurs de filière peuvent différer du code national -tels les étudiants en psycho avec le satin jaune et violet-, et quand ce n'est pas le cas, les crevés  sont supposés faire référence à l'UFR de rattachement de la filière du baptisé. Ainsi un étudiant en théâtre aura des crevés jaunes en référence à l'université Paul Valéry par exemple. Les circulaires sont en tissu satin et non en velours pour les filières médicales. La filière médecine, pour se différencier du satin rouge de la filière droit, arbore un circulaire bordeaux (en satin donc) à la place du velours rouge national.

### Particularités à Paris II - Panthéon Assas
Les faluchards de la Corpo Assas (Corporation de l'Université Paris II - Panthéon Assas) portent une faluche dont l'écusson de Paris se situe au centre du velours. Les rubans partent du frontal au centre de la faluche, exception faite du Président de la Corpo pour qui le ruban d'association ira du frontal à l'occipital. Le velours est divisé en quatre parties par le ruban de l'université, de Paris, et de membres du conseil d'administration ou du bureau de la Corpo.
Le code diffère également au niveau des couleurs de certaines filières (sciences-éco, gestion...), il s'inspire du code de Toulouse de 1966 mais intègre quand même des modifications qui sont survenues ces dernières années.
La grosse différence entre la Corpo Assas et les autres faluches est l'absence de GM. En effet depuis l'Assemblée Général de la Corpo Assas de 1996, le GM est remplacé par le Président d'association qui devient Gardien des Traditions.
Le Code utilisé par les faluchards de la Corpo Assas est souvent appelé de manière erronée Code de Paris, les faluchards parisiens étant au Code National.

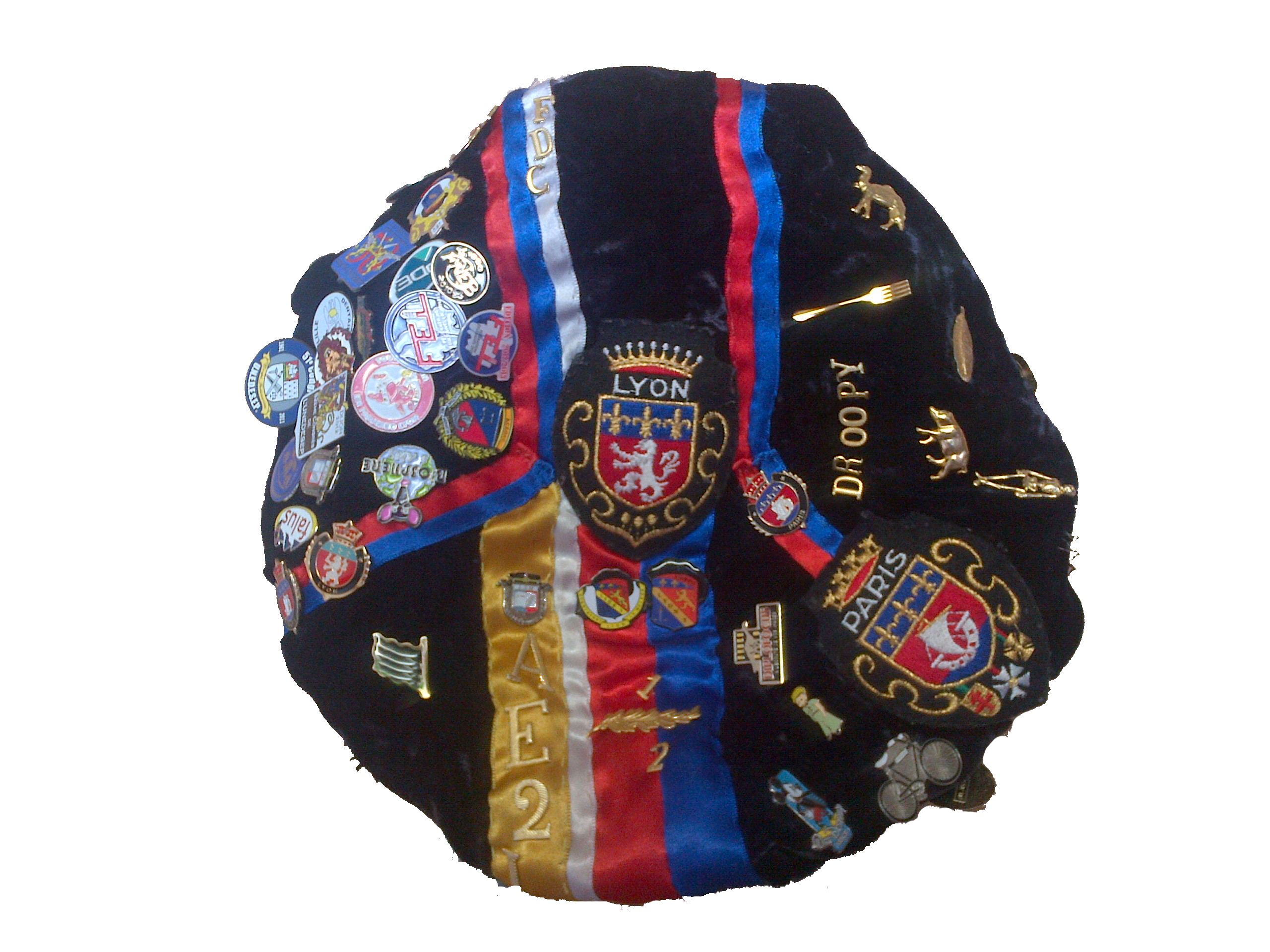
Faluche Corpo Lyon 3.

### Particularités à Lyon
Les faluchards lyonnais présentent quelques caractères spécifiques.
Tout d'abord, la couture arborée est en forme de « Y » avec l'écusson de Lyon au centre de la faluche (originaire de la Corpo Assas), mais il existe plusieurs coutures plus ou moins différentes. Ainsi, il y a les coutures lyonnaises « archaïques » en Médecine de Lyon Sud et en Santé Militaire ; les coutures lyonnaises « adaptées » en Dentaire, en Pharmacie, en Lettres Lyon (pour les membres de l'AE2L Lyon 3) et en Corpo Lyon 3 et enfin les coutures « proches du national » en Ingénieur et en Sciences-Economiques.
Les Grands Maîtres lyonnais ont fondé, dans la deuxième moitié des années 90, un code « unifié et solidaire lyonnais » mais quelques divergences ont repparu en 2009 entre conservateurs du code lyonnais « pur » et partisans du rapprochement avec le national (il y a donc deux codes lyonnais en vigueur dit « code 2001 » Texte en ligne - reconnu par toutes les associations, amicales, BdE, corporations et filières ; et ledit « code 2009 » Texte en ligne - proche du code national). Il persiste également de nombreuses particularités, voire de codes spécifiques, en Lettres Lyon, en Corpo Lyon 3 (Texte en ligne), en Pharmacie, etc., quelques insignes ont perduré dans la partie personnelle tels que l'écureuil, le « M », la lime et même le lacet de cuir...

## L'art et la faluche

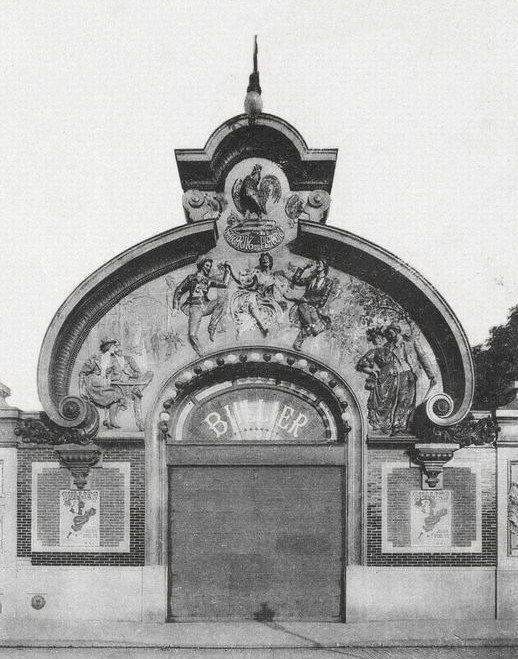
L'entrée principale du Bal Bullier.

Durant presque un demi-siècle, au quartier latin, un monument parisien, disparu en 1940, est orné avec la représentation d'étudiants festifs portant la faluche. Il s'agit du fronton monumental de l'entrée principale du célèbre bal Bullier situé 31 avenue de l'Observatoire (correspondant aujourd'hui au 39 avenue Georges-Bernanos). Un bas-relief en terre cuite sculptée et émaillée, mis en place en 1895, représente un coq gaulois debout sur les emblèmes des Facultés surmontant la phrase latine Salvatit et placuit (Il sauve et apaise). En dessous, le bas-relief montre des scènes festives à l'intérieur du bal. Avec, en motif central, dansant le cancan, deux étudiants portant la faluche encadrant une jolie jeune fille. À gauche, elle figure assise avec son galant à une table de café. Et porte la faluche sur la tête. À droite, dans le jardin, un couple se promène, le jeune homme porte la faluche. Les personnages figurés sont plus grands que nature[source insuffisante].
Plusieurs artistes se sont inspirés de la coiffe étudiante depuis sa création.
Ce fut le cas de Picasso, qui peignit deux tableaux intitulés respectivement
- Étudiant au journal[43]

- Étudiant à la pipe[44]

Dans l'ouvrage L'Art, effacement et surgissement des figures : hommage à Marc Le Bot, sont commentés ainsi ces œuvres :
... la faluche en papier froissé de l’Étudiant prend un relief d'autant plus vif que Picasso le détache, au seuil de l'espace réel, en surplomb d'un visage stylisé par quelques traits de pinceau noirs.
Le peintre montpelliérain Max Leenhardt immortalisa le VIe centenaire de l'université de Montpellier en 1890. On lui doit plusieurs tableaux imposants, dont :
- Une herborisation d'étudiants dans la garrigue[46]

- Étudiants fêtant le VIe centenaire[47]

- Le bureau de l’association des étudiants de Montpellier aux fêtes du VIe centenaire[48]

## Bibliographie

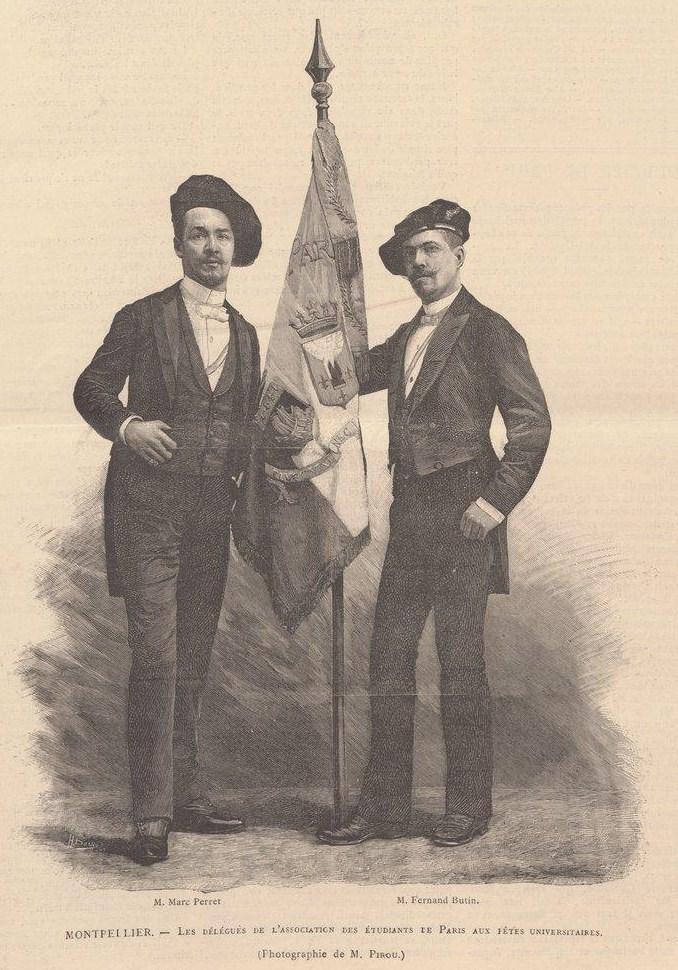
Les délégués de l'AGEP aux fêtes étudiantes de Montpellier en mars 1891.